# Окраска микроорганизмов
Окраска микроорганизмов  (крашение микробов) — комплекс методов и приёмов для исследования внешнего и внутреннего строения микроорганизмов, метод микробиологической техники, позволяющий различать виды микроорганизмов. Метод широко используют в прикладной бактериологии для определения формы, размеров, строения, локализации, взаимного расположения микробов, структуры их органелл. Без окраски микробы, кроме некоторых грибов, в световой микроскоп практически не видны, вследствие их малой контрастности. После обработки мембраны и/или органеллы микробов приобретают контрастирующую с фоном окраску.

## Общие сведения о методе
Препараты микробов подвергают действию химических реагентов, обычно — красителей, или тетраоксида осмия. В результате физико-химического процесса взаимодействия красителя с химическими соединениями объектов, с целью искусственного придания ему определённой окраски, появляется возможность определить вид микроорганизма, или хотя бы тип его мембраны (см. окраска по Граму).
Способы крашения разделяют на витальный, поствитальный и негативный, последний может быть витальным и поствитальным.

### Витальный способ окраски
Для витального (прижизненного) крашения применяют 0,2-0,001 % водные растворы метиленового и толуоидинового синего, нейтральрот и конго красный, которые добавляют в придавленную или висячую капли культуры. Этим способом выявляют спирохеты, простейшие, определяют подвижность бактерий, иммунное набухание капсулы, но использование его требует строгого соблюдения правил, исключающих лабораторное заражение.

### Поствитальные способы окраски
Способы окраски фиксированных препаратов (поствитальные) разделяют на простые и сложные. При простых способах красящие растворы фуксина Пфейффера (экспозиция 1-2 мин), щелочного метиленового синего (3-5 мин) наносят на фиксированный препарат, так, чтобы он полностью покрыл мазок, краситель сливают, препарат промывают струйкой воды, встряхивают, высушивают и микроскопируют.
Простые способы позволяют судить о величине, форме, локализации, взаимном расположении отдельных клеток, но с их помощью нельзя установить структуру микробов и часто их дифференцированное отношение к красителям.
Из сложных способов окрашивания бактерий в основном используют дифференцированный способ Грама, выявление кислотоустойчивости по Цилю — Нельсену, определение волютиновых зёрен по Леффлеру или Нейссеру, дифференцирующий способ Романовского — Гимзы, негативно-позитивный способ определения капсулы по Гинсу — Бурри, выявление спор по Пешкову или Цилю — Нельсону и др.
Для окраски простейших применяют способ Романовского — Гимзы и окраску гематоксилин-эозином.
Грибы исследуют неокрашенными или способами Грама, Циля — Нельсона, Леффлера, Романовского — Гимзы, а также раствором Люголя, лактофуксином и др.